# Proceraspis cinnamomi
Proceraspis cinnamomi är en insektsart som först beskrevs av Green 1905.  Proceraspis cinnamomi ingår i släktet Proceraspis och familjen pansarsköldlöss.
Artens utbredningsområde är Sri Lanka. Inga underarter finns listade i Catalogue of Life.